# Temelj miru je resnica
Temelj miru je resnica (polni naslov Poslanica za svetovni dan miru 1. januarja 2006: Temelj miru je resnica; izvirno italijansko Messaggio di Sua Santità Benedetto XVI per la celebrazione della giornata mondiale della pace 1. gennaio 2006: Nella verità, la pace) je papeška poslanica za svetovni dan miru leta 2006, ki ga je napisal papež Janez Pavel II. leta 2005.
V zbirki Cerkveni dokumenti - nova serija je to delo izšlo leta 2005 kot 9. cerkveni dokument (kratica CD NS-9).